# Видолоч
Видолоч — річка в Україні, у Звягельському районі Житомирської області. Ліва притока Случі (басейн Прип'яті).

## Опис
Довжина річки 13 км, похил річки — 2,7 м/км, найкоротша відстань між витоком і гирлом — 11,19 км, коефіцієнт звивистості річки — 1,17 , площа басейну водозбору 51,3  км². Річка формується багатьма безіменними струмками та загатами і частково каналізована.

## Розташування
Починається на північно-західній стороні від села Гриньки. Тече переважно на північний схід через Кашперівку, Табори і між населеними пунктами Старою Гутою та Баранівкою впадає в річку Случ, праву притоку Горині.